# Membrey
Membrey – miejscowość i gmina we Francji, w regionie Burgundia-Franche-Comté, w departamencie Górna Saona.
Według danych na rok 1990 gminę zamieszkiwały 232 osoby, a gęstość zaludnienia wynosiła 21 osób/km² (wśród 1786 gmin Franche-Comté Membrey plasuje się na 515. miejscu pod względem liczby ludności, natomiast pod względem powierzchni na miejscu 379.).